# Аймке
Аймке (нем. Eimke) — община в Германии, в земле Нижняя Саксония.
Входит в состав района Ильцен. Подчиняется управлению Зудербург. Население составляет 890 человек (на 31 декабря 2010 года). Занимает площадь 82,83 км².
Коммуна подразделяется на 4 сельских округа.